# 온전한인간발전촉진부
온전한 인간 발전 촉진을 위한 교황청 부서(라틴어: Dicasterium ad integram humanam progressionem fovendam)는 2016년 8월 31일 교황 프란치스코의 자의교서 《인간 발전》(Humanam Progressionem)에 의해 설립이 발표되어, 2017년 1월 1일부터 공식 업무를 시작했다. 교황청 정의평화평의회, 교황청 사회복지평의회, 교황청 이주사목평의회, 교황청 보건사목평의회 등 4개의 평의회를 통합한 이 부서는 로마 가톨릭교회의 사회 교리를 전파할 뿐 아니라 취약계층, 특히 전쟁 희생자와 난민, 병자들의 합당한 보호를 위해 노력한다. 프란치스코 교황은 자의교서에서 “이 부서는 무엇보다 이민, 궁핍한 이들, 아픈 이들, 배척된 이들, 사회적으로 차별된 이들, 무력 분쟁과 자연 재해의 희생자들, 감옥에 갇힌 이들, 실업자들, 모든 형태의 노예살이와 고문의 희생자들에 관한 문제들을 담당하게 된다”고 밝혔다.
인간발전부 업무에는 지역 교회가 병자와 이주민, 난민 등에게 합당한 물적, 영적 지원을 제공할 수 있도록 독려하는 것도 포함된다. 또한 자선 활동, 환경, 보건 활동에 관한 각각의 위원회를 소집하며, 교황청 사회학술원과 밀접한 관계를 갖는다.
인간발전부 초대 장관으로는 지난 2009년부터 교황청 정의평화평의회 의장으로 활동해온 피터 턱슨 추기경이 임명됐다.
인간발전부 사무실은 로마 트라스테베레 지역 산 칼리스토 궁전에 있다.